# Jeanette Myburgh
 Jeanette Evelyn Myburgh (ur. 16 września 1940) – południowoafrykańska pływaczka. Brązowa medalistka olimpijska z Melbourne.

## Kariera
Zawody w 1956 były jej jedynymi igrzyskami olimpijskimi. Brązowy medal zdobyła w sztafecie kraulowej, wspólnie z nią tworzyły ją także Natalie Myburgh, Susan Roberts i Moira Abernethy. Miała wówczas 16 lat.